# Nástupní rameno

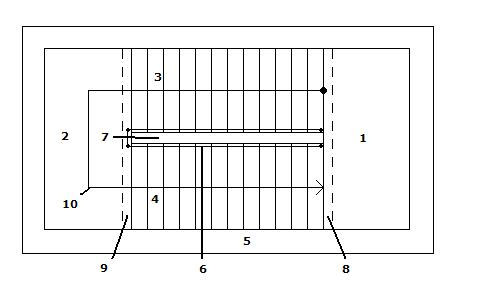
Nástupní rameno je označeno číslem 3, výstupní rameno má číslo 4.

Nástupní rameno je první schodišťové rameno v každém podlaží, tedy je to pojem odlišující 2 ramena schodiště spojujícího 2 podlaží: nástupní rameno a výstupní rameno. Obě ramena odděluje plošina zvaná mezipodesta.